# Biblia Ekumeniczna
Biblia Ekumeniczna – pierwszy ekumeniczny przekład Pisma Świętego na język polski. Prace nad przekładem rozpoczęto w 1994. Nowy Testament wraz z Psalmami został wydany w 2001 roku, a Stary Testament w pięciu tomach – Księgi Dydaktyczne wydano w 2008 (z na nowo zredagowanym tekstem Księgi Psalmów), Księgi Deuterokanoniczne w 2012, Pięcioksiąg w 2015 a w 2016 Księgi Historyczne oraz Księgi Prorockie. 17 marca 2018 ogłoszono wydanie całości dzieła w dwóch wersjach różniących się obecnością ksiąg deuterokanonicznych. Obie wersje zostały opublikowane jako wydania jednotomowe. 22 listopada 2018 wersja zawierająca księgi deuterokanoniczne została wydana także w formie e-booka (w formacie epub oraz mobi).
Tekstowi Biblii Ekumenicznej nadano współczesne brzmienie, tak aby był łatwiejszy do czytania dla dzisiejszego czytelnika. Nad przekładem pracowało łącznie trzydzieści osób, w tym dwudziestu tłumaczy pochodzących z siedmiu Kościołów, a konsultacje nad tekstem przekładu prowadzono w sumie z jedenastoma Kościołami działającymi w Polsce. Wydawcą przekładu jest Towarzystwo Biblijne w Polsce.

## Historia przekładu

### Tło

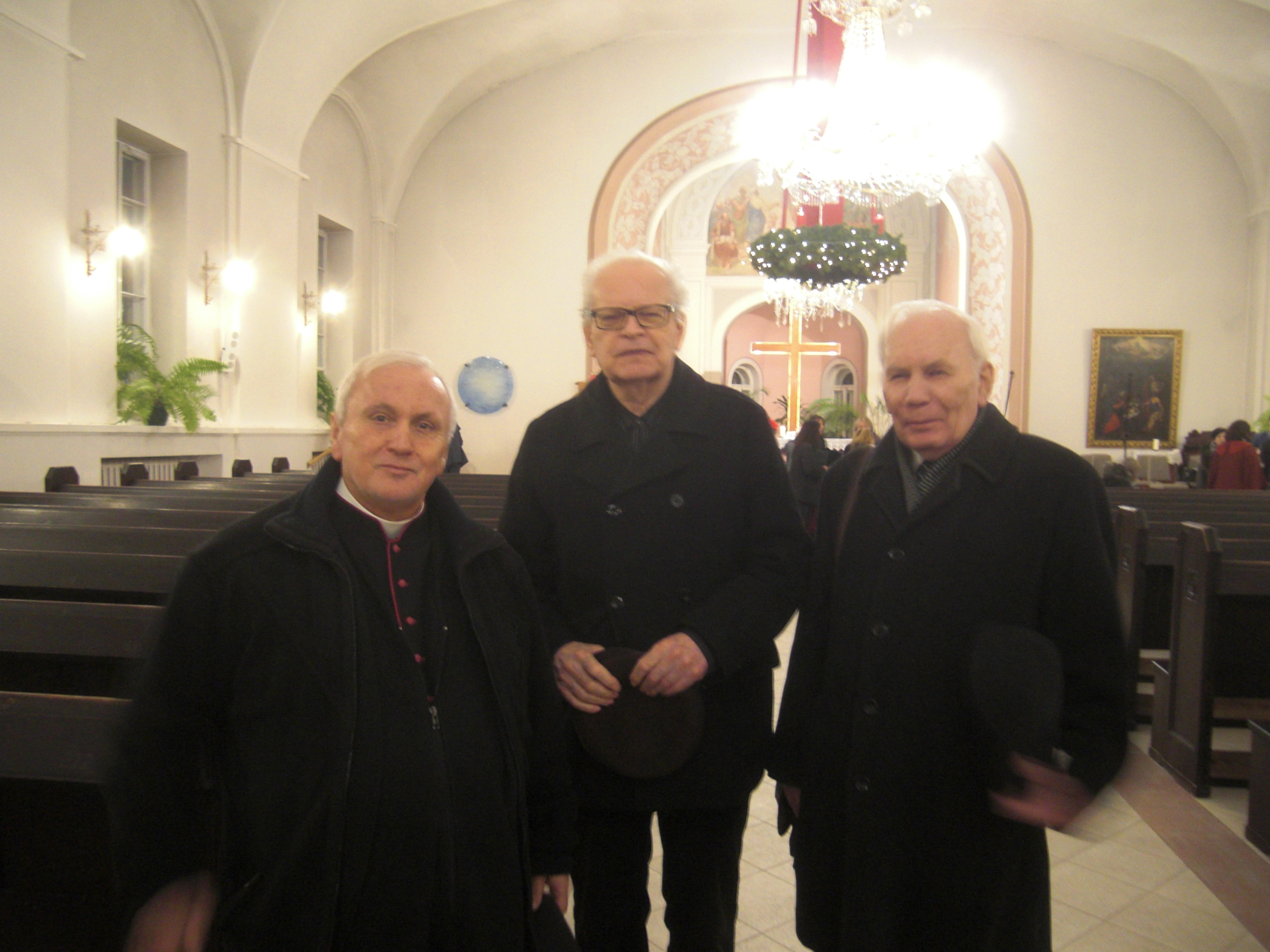
Banak, Preiss, Lipiński (2016).

Pierwsze światowe inicjatywy związane z ekumenicznymi przekładami Biblii sięgają lat 50. XX wieku. Ekumeniczne tłumaczenie angielskie (Revised Standard Version) po dwunastu latach starań ukazało się w roku 1965, a wspólny przekład włoski (La Bibbia Concordata) w 1968 roku.
Pierwsza polska choć nieudana inicjatywa przekładu Nowego Testamentu idąca w tym kierunku została zapoczątkowana przez ks. prof. Ryszarda Paciorkowskiego z ATK w latach 1961–1962. Stronę katolicką reprezentowali ks. prof. Jan Stępień (późniejszy rektor ATK), ks. prof. Feliks Gryglewicz z KUL oraz ks. Kazimierz Romaniuk. Spotykali się oni z grupą duchownych innych Kościołów chrześcijańskich. Stronę protestancką reprezentowali wówczas dwaj luteranie: ks. Zygmunt Michelis i ks. Otton Krenz, a prawosławną ks. Jerzy Klinger z ChAT. Jednak już po kilku wspólnych spotkaniach roboczych inicjatywa upadła, a także z powodu niespodziewanej śmierci ks. Ottona Krenza w roku 1962. W ten sposób na długie lata idea polskiego przekładu ekumenicznego została odłożona, chociaż w innych krajach powstały w tym czasie bardzo dobre przekłady ekumeniczne, jak np. francuski TOB po raz pierwszy wydany w latach 1975–1976 czy czeski ČEP ukończony w 1979.
Z zamiaru tego pozostał jednak ślad w postaci znacznie ograniczonych wszelkich przypisów i odnośników w pierwszym wydaniu tłumaczenia Nowego Testamentu ks. Kazimierza Romaniuka z 1976 roku, którego autor zrobił tym samym ukłon w stronę niekatolików w owym czasie bardzo skrupulatnie przestrzegających zasady, by tekstu biblijnego nie opatrywać żadnymi wyjaśnieniami, co dzisiaj nie jest już tak pryncypialnym wymogiem.
W 1982 roku zespół złożony z czterech osób: ks. Jan Anchimiuk, późniejszy arcyb. Jeremiasz (prawosławny), ks. prof. Michał Czajkowski (katolik), ks. pastor Mieczysław Kwiecień (zielonoświątkowiec) i red. Jan Turnau (katolik) podjął prywatną inicjatywę ekumenicznego przekładu Nowego Testamentu. Najwcześniej dokonano ekumenicznej translacji Ewangelii Marka (w 1985 roku). Cały przekład NT nazwany ostatecznie Ekumenicznym Przekładem Przyjaciół ukończono w roku 2012, po 30 latach pracy.

### Inicjatywa przekładu
W 1991 roku o idei powstania polskiego przekładu ekumenicznego wypowiedział się Synod Plenarny Kościoła katolickiego w Polsce, który w swoich wstępnych projektach (tekst roboczy: „Biblia – Sobór – Życie”) pośród głównych zadań na najbliższą przyszłość zawarł postulat opracowania Biblii ekumenicznej. Nie podjęto jednak kroków idących w tym kierunku. W końcu inicjatywa nabrała realnych kształtów gdy 14 czerwca 1993 roku na spotkaniu członków prezydium Komitetu Krajowego Towarzystwa Biblijnego (KKTB) w Polsce przyjęto pomysł oficjalnego tłumaczenia ekumenicznego. Wnioskodawczynią była Barbara Enholc-Narzyńska, dyrektor Towarzystwa Biblijnego w Polsce (TB), która nawiązała do tekstu roboczego Synodu Plenarnego Kościoła katolickiego w Polsce z 1991 roku zatytułowanego: „Biblia – Sobór – Życie”.
18 października 1993 roku pod przewodnictwem, teologa protestanckiego Witolda Benedyktowicza (zm. 1997), przedstawiciela Kościoła Metodystycznego i ówczesnego przewodniczącego KKTB, spotkał się kilkuosobowy zespół. Spotkanie miało miejsce w ówczesnej siedzibie TB w Warszawie przy ul. Nowy Świat 40. Ta grupa inicjatywna przekształciła się później w zespół tłumaczy. Po tym spotkaniu wywiązała się korespondencja pomiędzy Towarzystwem Biblijnym w Polsce a ks. bp. Kazimierzem Romaniukiem, przewodniczącym Sekcji Biblijnej Komisji Nauki Wiary przy Episkopacie Polski.
W kręgach niekatolickich w dyskusjach nad kształtem przyszłego przekładu zarysowały się dwie dominujące frakcje. Jedna dążyła do powstania przekładu ekumenicznego, druga do ekumenicznej edycji. Druga frakcja wskazywała, że nowy przekład będzie wymagał długich lat pracy przez co będzie bardzo kosztowny. Podnoszono też, że nie wiadomo, jak do idei ustosunkuje się strona katolicka. Brak udziału Kościoła większościowego w pracach nad przekładem czyniłby w zasadzie nowy przekład niepotrzebnym bowiem Biblia warszawska (BW), którą posługiwała się strona niekatolicka, spełniała postulat ograniczonej ekumeniczności gdyż została przygotowana przy udziale kilku różnych kościołów z denominacji reformowanych.
Rysujące się problemy przedłożono KKTB na jego wiosennej sesji w Falenicy, która odbyła się 22 marca 1994 roku. Komitetowi Krajowemu dotychczasowe przemyślenia, sugestie i wątpliwości przedłożyli przewodniczący KKTB Witold Benedyktowicz i dyrektor TB Barbara Enholc-Narzyńska. Tego samego dnia KKTB podjął uchwałę, w której wyraził gotowość do współudziału w realizacji tego przedsięwzięcia. Termin ten stał się terminus a quo BE. Dyrektor TB Barbara Enholc-Narzyńska została przez KKTB upoważniona do nawiązania w tej sprawie kontaktu z Kościołem katolickim.

### Nawiązanie współpracy z Kościołem katolickim
O uchwale KKTB pisemnie powiadomiono ks. bp. Kazimierza Romaniuka ówczesnego Przewodniczącego Podkomisji Biblijnej Episkopatu Polski (później: Przewodniczący Sekcji Biblijnej przy Komisji Nauki Wiary). Następnie w gmachu Kurii Warszawsko-Praskiej przy ul. Floriańskiej 3 odbyło się spotkanie księdza biskupa z delegacją TB, podczas którego bardziej szczegółowo poinformowano gospodarza o różnych elementach przedsięwzięcia. Ponieważ planowany projekt TB trafiał w koncepcje biskupa warszawsko-praskiego od początku zgłosił on swój akces do tego ekumenicznego przedsięwzięcia. Wtedy też koordynatorem w dalszych kontaktach pomiędzy stroną katolicką a niekatolicką ks. biskup mianował ks. Jerzego Banaka, będącego od kilku lat wiceprzewodniczącym KKTB. Ksiądz biskup obiecał zabiegać o wsparcie episkopatu, by pozyskać oficjalną aprobatę Kościoła katolickiego.

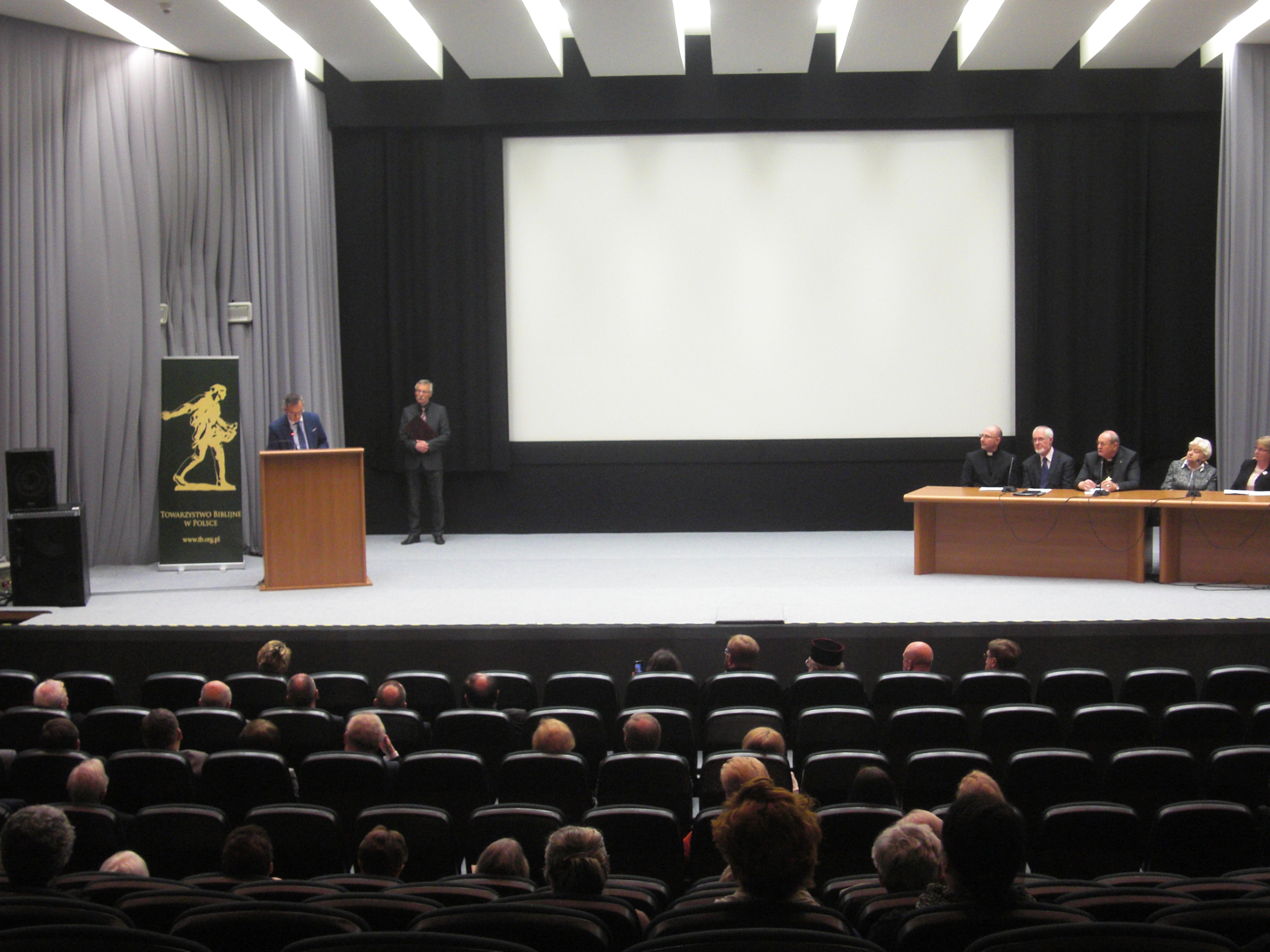
Prezentacja ekumenicznego przekładu Starego Testamentu – Pięcioksięgu, 27 kwietnia 2015 roku w Sali im. Stefana Dembego Biblioteki Narodowej w Warszawie. Prezentacji dokonuje Jerzy Betlejko.

14 września 1994 roku ksiądz biskup w swoim liście do TB poinformował o pozyskaniu szerszej zgody dla inicjatywy Towarzystwa. Zarówno Podkomisja Biblijna Episkopatu jak też Redakcja Naukowa Biblii Tysiąclecia jednogłośnie z uznaniem odniosły się do inicjatywy opublikowania na 2000-lecie chrześcijaństwa ekumenicznej edycji polskiej Biblii jednocześnie zakładając wydanie zarówno ksiąg deuterokanonicznych jak też umieszczonych pod tekstem not wyjaśniających. W odpowiedzi 19 września 1994 roku, Barbara Enholc-Narzyńska w kolejnym piśmie do ks. bp. Kazimierza Romaniuka zaznaczyła, iż wierzy, że ta doniosła ekumeniczna inicjatywa zostanie poprowadzona w duchu braterstwa i wspólnoty w Jezusie Chrystusie.
Do listu dołączony został imienny skład dwóch zespołów Towarzystwa Biblijnego (do Starego i Nowego Testamentu) na początku w liczbie dwunastu osób upoważnionych do rozpoczęcia pracy. Wystosowano też zaproszenie na 18 października 1994 roku, na pierwsze spotkanie robocze tłumaczy TB. Ten dzień należy uznać za rzeczywisty, roboczy początek prac nad polskim przekładem ekumenicznym. Spotkanie odbyło się w siedzibie Polskiej Rady Ekumenicznej w Warszawie przy ul. Willowej 1.
Na spotkanie to przybyli przedstawiciele dziesięciu kościołów niekatolickich. Kościół katolicki reprezentował ks. Jerzy Banak. Zebranie było niezwykle burzliwe a cała inicjatywa mogła zostać zarzucona. Obawiano się odmowy współpracy ze strony części kościołów niekatolickich. Wysiłki dla podtrzymania planu przekładu podjęli dwaj księża biskupi: Janusz Narzyński (Kościół Ewangelicko-Augsburski) i Zdzisław Tranda (Kościół Ewangelicko-Reformowany), a później także ks. prof. Witold Benedyktowicz. Inicjatywa wspólnego przekładu została podtrzymana. Zadecydowano wówczas, że nowo powstający przekład będzie całkowicie nowym dziełem. Nie będzie to ani zmodernizowana Biblia Tysiąclecia (BT), ani też – jak dla przyśpieszenia prac z różnych stron sugerowano – uzgodnienie katolickiej BT z protestancką BW.

### Stanowisko Kościołów
Towarzystwu Biblijnemu od samego początku zależało na tym, by inicjatywa przekładu zyskała oficjalne poparcie możliwie wielu zwierzchników kościołów chrześcijańskich w Polsce choć PRE skupiała tylko siedem związków wyznaniowych. Towarzystwo od samego początku planowało, by przekład ten nie był przedsięwzięciem grona entuzjastów ekumenicznych jak to miało miejsce w wypadku Ekumenicznego Przekładu Przyjaciół, lecz by było to dzieło wspólnej, oficjalnej współpracy Kościołów. Dlatego też zadbano o to, by uczestniczący w pracach komisji przekładowych tłumacze mieli oficjalne akredytacje Zwierzchników swoich Kościołów. Nikt nie mógł przystąpić do prac nad przekładem jeśli nie był delegatem swego biskupa lub przełożonego kościelnego.
Pracom przekładowym od samego początku udzielali swego osobistego błogosławieństwa Ksiądz prymas Józef Glemp, nuncjusz apostolski Arcybiskup Józef Kowalczyk, Wielce Błogosławiony Metropolita Bazyli Doroszkiewicz, a potem Sawa Hrycuniak, a także Patriarcha Ekumeniczny Bartłomiej I. Sprawę przekładu ekumenicznego poruszył też papież Jan Paweł II podczas spotkania ekumenicznego we wrocławskiej Hali Ludowej, które odbyło się 31 maja 1997 roku.

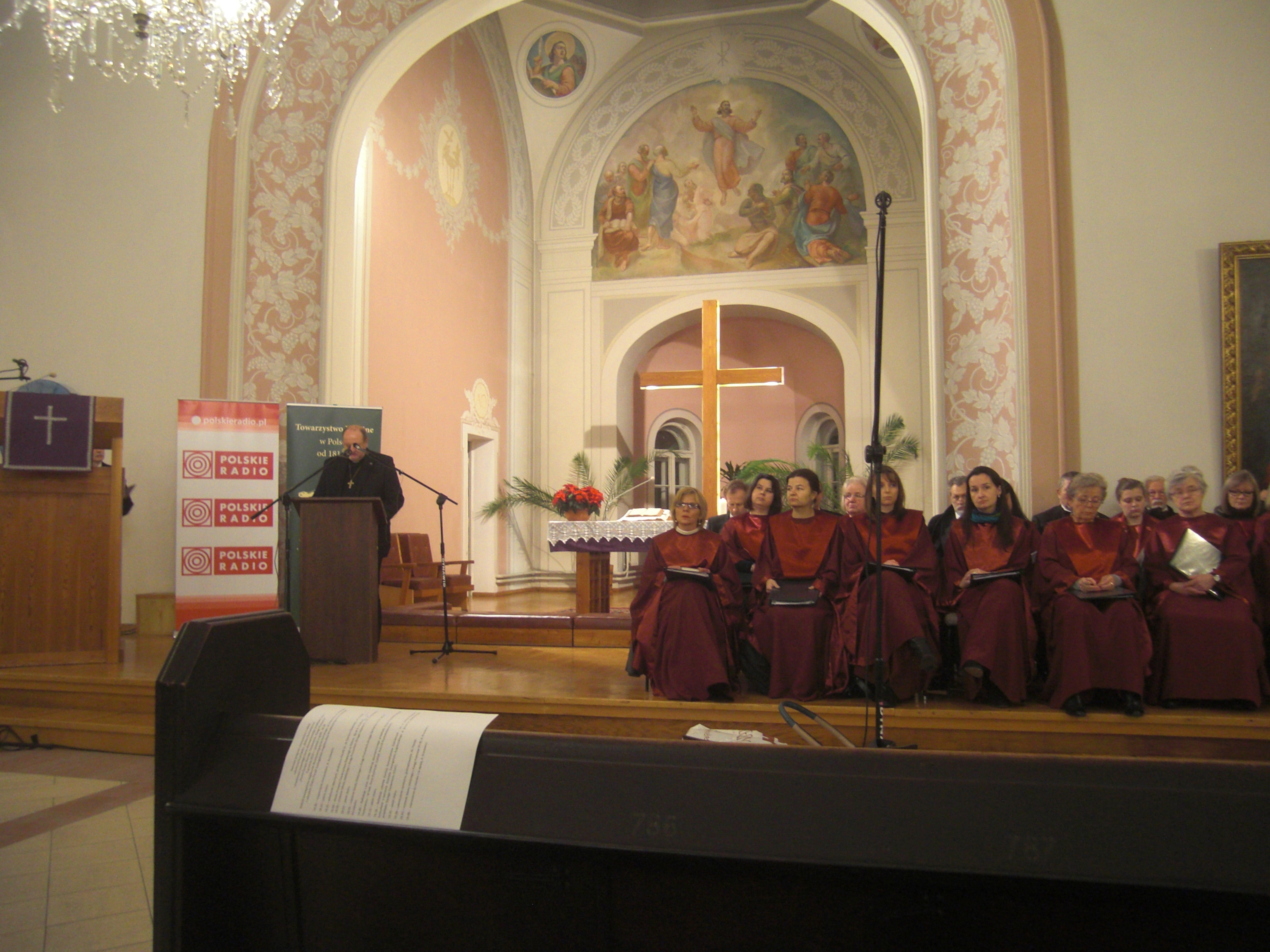
Prezentacja Ksiąg Prorockich (2016)

Uczestnictwo kościołów we wspólnej pracy przekładowej podkreśliło przyjęcie wspólnego dokumentu regulującego zasady tłumaczeń ekumenicznych opracowanego na podstawie przyjętych w 1968 roku jasno określonych kryteriów współpracy międzywyznaniowej przy podejmowaniu katolicko-protestanckich przekładów biblijnych. Był to dokument zatytułowany pierwotnie: „Wiodące zasady współpracy międzywyznaniowej w tłumaczeniu Biblii”, który po dziewiętnastu latach został przeredagowany i opracowany na nowo jako „Wytyczne do współpracy międzywyznaniowej w tłumaczeniu Biblii”. Dokument ten został 16 listopada 1987 roku parafowany ze strony protestanckiej przez lorda Donalda Coggana, ówczesnego honorowego przewodniczącego Zjednoczonych Towarzystw Biblijnych, a ze strony katolickiej przez kardynała Jana Willebrandsa, ówczesnego przewodniczącego Sekretariatu ds. Jedności Chrześcijan. Stał się on czymś w rodzaju przewodnika dla tłumaczy podejmujących pracę nad ekumenicznymi przekładami.
Ponieważ dokument parafowały strony katolicka i protestancka nie musi być on wiążący dla kościołów tradycji prawosławnej, starokatolickiej czy też dla kościołów ewangelikalnych. Polskie grono tłumaczy zgodziło się jednak na procedowanie nad przekładem według zasad wyłożonych w „Wytycznych”. Dodatkowo na każdym etapie przygotowania przekładu Zwierzchnicy Kościołów byli szczegółowo informowani o postępach prac. Każda zaś przetłumaczona księga była im przedstawiana do wglądu, oceny i ewentualnego zgłoszenia uwag. Ze strony Zjednoczonych Towarzystw Biblijnych nad przekładem czuwał współautor włoskiej Biblii Ekumenicznej prof. Carlo Buzzetti, którego doświadczenia i uwagi spożytkowano w pracy translatorskiej. Podczas prac przekładowych prof. Buzzetti dwa razy w roku przybywał na kilkudniowe sesje robocze, by służyć radą i pomocą w organizowaniu samej pracy tłumaczeniowej i procedowaniu związanym z poszczególnymi etapami przekładu.
Główną rolę w powołaniu Komisji Tłumaczeniowych odegrała Barbara Enholc-Narzyńska, dyrektor Towarzystwa Biblijnego. Dzięki wysiłkowi dyrektor Narzyńskiej projekt BE nie doznał zahamowania i zaowocował pomyślnie już w 1997 roku. W styczniu 1997 roku ukazała się Ewangelia św. Mateusza, Ewangelia św. Marka w maju 1997, a Ewangelia św. Łukasza w grudniu 1999 roku. Były to wydania siedmiojęzyczne przygotowane na warszawskie spotkanie ruchu Taizé. Ponadto Ewangelia św. Marka w wersji pięciojęzycznej wydana została w Rzymie z okazji światowego spotkania młodzieży w sierpniu 2000 roku. Żmudny proces redakcyjny oraz udoskonalenia i ujednolicenia językowe tekstów przygotowywanych przez różnych autorów mających swoje preferencje leksykalne i emocjonalne przeciągnął się poza wyznaczony pierwotnie rok 2000 i promocja ekumenicznego przekładu Nowego Testamentu i Psalmów odbyła się 26 września 2001 roku. Prace nad pełnym przekładem Biblii Ekumenicznej zostały ukończone w 2016 roku i zajęły tłumaczom dwadzieścia dwa lata. Współpraca strony katolickiej i niekatolickiej układała się na tyle harmonijnie, że przekład nie zawiera żadnego votum separatum jakiejkolwiek strony zaangażowanej w to przedsięwzięcie.
8 kwietnia 2018 roku Synod Kościoła Ewangelicko-Augsburskiego w RP jako pierwszy podjął uchwałę o dopuszczeniu do użytku liturgicznego Biblii Ekumenicznej (będzie ona obowiązywać na równi z Biblią warszawską).

### Zasady przekładu

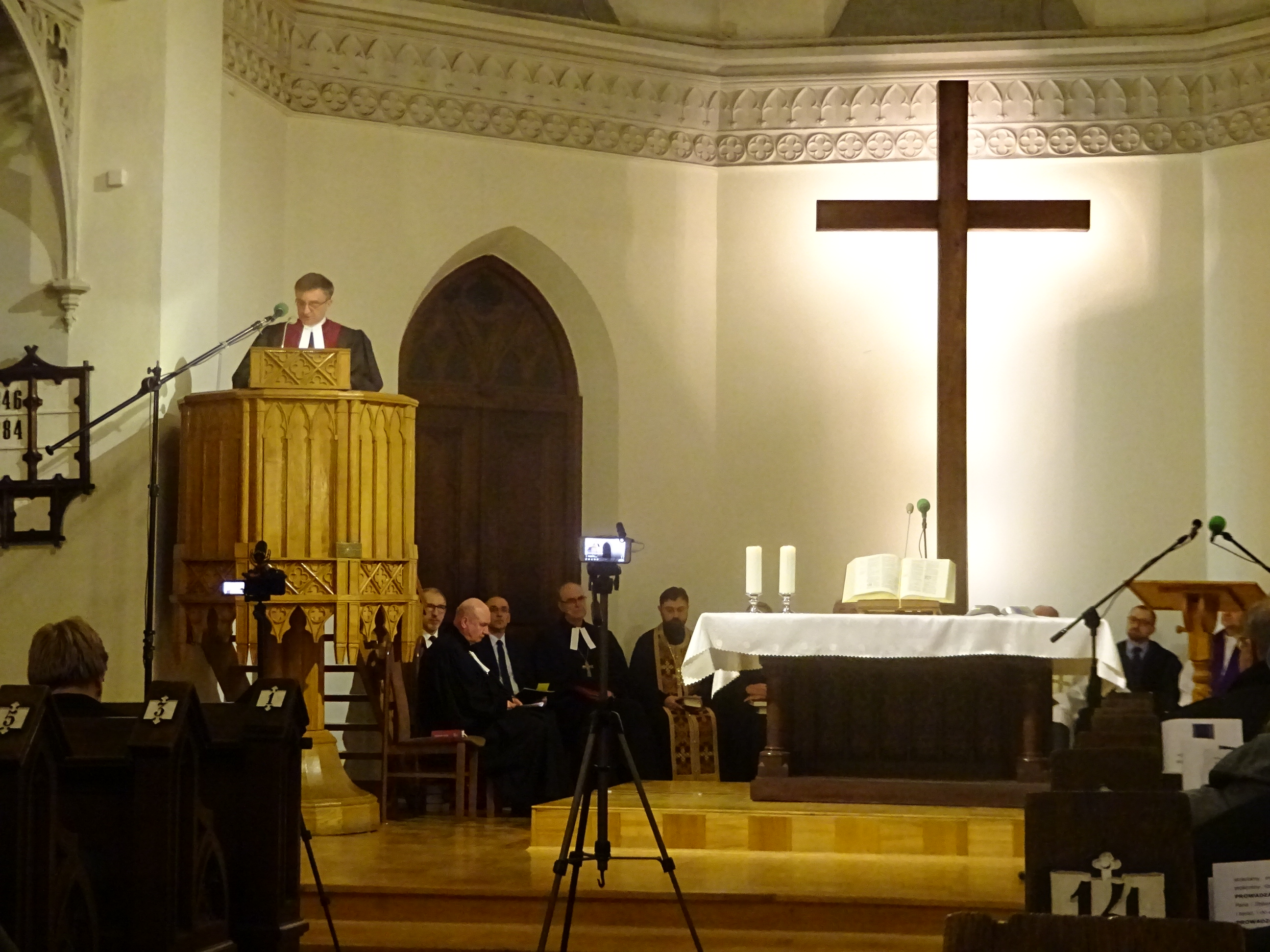
Uroczystość z okazji ukończenia Biblii Ekumenicznej w Kościele Reformowanym w Warszawie (16-03-2018).

Zespół tłumaczy podjął dwa sposoby procedowania. Według pierwszego z nich przygotowano większość ksiąg – prawie cały Nowy Testament (poza trzema tzw. wielkimi listami apostoła Pawła i Dziejami Apostolskimi) i ponad połowę ksiąg ST. Najpierw dwie międzykościelne komisje – jedna NT, druga ST – przygotowywały wspólnie tekst przekładu jakiejś księgi. Następnie tak sporządzony tekst trafiał do recenzentów, którzy zgłaszali swoje uwagi i wnioski. Komisja tłumaczeniowa rozpatrywała je przyjmując bądź odrzucając przedstawione sugestie. Po tych dwóch etapach pracy nad tekstem był on oddawany do Sekcji Biblijnej Episkopatu na ręce ks. bp. K. Romaniuka, który wraz z benedyktynem Augustynem Jankowskim z Tyńca i ks. prof. Lechem Stachowiakiem ustosunkowywali się do przekładu od strony katolickiej. Wyjątkowo krytyczne uwagi ze strony Sekcji Biblijnej były nieliczne i raczej nie budziły zastrzeżeń międzywyznaniowych komisji. W razie rozbieżności dochodziło do spotkania przedstawicieli komisji z ks. bp. K. Romaniukiem i ostateczne rozstrzygnięcie po wzajemnym przedstawieniu argumentów.
Twórcy przekładu sięgnęli po nowsze próby interpretacji pewnych tekstów stąd np. tłumaczenie Mt 16, 22-23 czy też J 1, 1-4 odbiegają od stosowanych dotąd rozwiązań. Z przekładu usunięto niektóre wersety, mające słabsze potwierdzenie w zachowanych rękopisach, a obecne w starszych tłumaczeniach. Przeniesione zostały do przypisów, podobnie jak alternatywne możliwości tłumaczenia niektórych wersetów. Przy Psalmach zamieszczono wokalizację hebrajskich znaków alfabetycznych obrazującą zastosowanie akrostychów, co zdecydowanie ułatwia ich interpretację. Podobnie jak w niektórych angielskich przekładach, imię Jahwe w Starym Testamencie, tradycyjnie oddawane zamiennikiem „Pan”, pisane jest kapitalikiem („PAN” lub „BÓG”).
Wbrew dotychczasowej praktyce Towarzystwa Biblijnego w Polsce (a za wymogami Kościoła rzymskokatolickiego) zamieszczono wstępy do poszczególnych ksiąg. Wydanie zawiera także odnośniki do miejsc paralelnych w Biblii, oraz przypisy dotyczące wyjaśnień słów, lub alternatywnych wariantów. Pominięto objaśnienia o charakterze doktrynalnym.
Krytyka przekładu skupia się na jego nadmiernej dynamiczności, oraz odzwierciedleniu jedynie liberalnej krytyki w redakcji wstępów.

## Źródła przekładu
W pracach nad przekładem wykorzystano:
- w zakresie tekstu greckiego:

Nowy Testament: The Greek New Testament, ed. K. Aland, C.M. Martini, B.M. Metzger, Stuttgart 1994
Stary Testament: Septuaginta. Id est Vetus Testamentum graece iuxta LXX interpretes, ed. R. Rahlfs, R. Hanhart, Stuttgart 2006
- w zakresie tekstu hebrajskiego:

Biblia Hebraica Stuttgartensia, ed. R. Kittel, Stuttgart 1990.
W pracach opierano się również na analizie porównawczej istniejących przekładów polskich.

## Historia wydań częściowych
W dniu 26 września 2001 roku, po sześcioletniej pracy, odbyła się uroczysta prezentacja pierwszego wydania polskiego ekumenicznego przekładu – całego Nowego Testamentu i Księgi Psalmów. Na pierwszej stronie, pod wersetem z Ew. Jana 1,14 „A Słowo ciałem się stało i zamieszkało wśród nas”, podpisy złożyli przedstawiciele:
- Kościoła rzymskokatolickiego,
- Polskiego Autokefalicznego Kościoła Prawosławnego,
- Kościoła Ewangelicko-Augsburskiego,
- Kościoła Ewangelicko-Reformowanego,
- Kościoła Ewangelicko-Metodystycznego,
- Kościoła Polskokatolickiego,
- Kościoła Starokatolickiego Mariawitów,
- Kościoła Chrześcijan Baptystów,
- Kościoła Zielonoświątkowego,
- Kościoła Zborów Chrystusowych,
- Kościoła Adwentystów Dnia Siódmego.

Przekładu Nowego Testamentu i Psalmów dokonał powołany w 1995 roku Międzywyznaniowy Zespół Tłumaczy, składający się z 30 osób reprezentujących różne wyznania chrześcijańskie. Dwudziestu tłumaczy pochodziło z siedmiu Kościołów, a konsultacje prowadzono w sumie z jedenastoma Kościołami.
Stary Testament, zgodnie z zamierzeniami Towarzystwa Biblijnego, został pierwotnie wydany w pięciu tomach: Pięcioksiąg, Księgi Historyczne, Księgi Dydaktyczne, Księgi Prorockie i Księgi Deuterokanoniczne. Jako pierwszy opublikowano 8 października 2008 trzeci tom, czyli Księgi Dydaktyczne (z wyłączeniem ksiąg deuterokanonicznych). Tom zawierał na nowo zredagowany tekst Księgi Psalmów. Na promocji obecny był przedstawiciel Zjednoczonych Towarzystw Biblijnych Lénart de Regt. 17 lutego 2012 ukazał się tom piąty – Księgi Deuterokanoniczne, uroczysta promocja odbyła się w sali im. Stefana Dembego w Bibliotece Narodowej. 27 kwietnia 2015 roku zaprezentowano w Bibliotece Narodowej w Warszawie tom pierwszy – Pięcioksiąg. W dniu 4 czerwca 2016 r., w ramach obchodów 200-lecia Towarzystwa Biblijnego w Polsce, zaprezentowano tom drugi – Księgi Historyczne. Prezentacja ostatniego tomu – Ksiąg Prorockich oraz uroczyste zamknięcie projektu Biblia Ekumeniczna odbyło się 9 grudnia 2016 w kościele ewangelicko-augsburskim Wniebowstąpienia Pańskiego w Warszawie przy ul. Puławskiej 2.
17 marca 2018 roku ogłoszono wydanie całości dzieła w dwóch wersjach różniących się obecnością ksiąg deuterokanonicznych.
Kościół Adwentystów Dnia Siódmego nie złożył podpisu pod wydaniem z księgami deuterokanonicznymi.

## Spis ksiąg, sigla, tłumacze
| Tytuł księgi                               | Siglum | Tłumacze |
| ------------------------------------------ | ------ | --- |
| Stary Testament (Pięcioksiąg)              |        | |
| Księga Rodzaju                             | Rdz    | ks. Alfred Tschirschnitz (Kościół Ewangelicko-Augsburski) |
| Księga Wyjścia                             | Wj     | ks. Alfred Tschirschnitz (Kościół Ewangelicko-Augsburski) |
| Księga Kapłańska                           | Kpł    | ks. Janusz Czerski (Kościół katolicki obrządku bizantyjsko-ukraińskiego) |
| Księga Liczb                               | Lb     | Krzysztof Mielcarek (Kościół rzymskokatolicki) |
| Księga Powtórzonego Prawa                  | Pwt    | ks. Alfred Tschirschnitz (Kościół Ewangelicko-Augsburski) |
| Stary Testament (księgi historyczne)       |        | |
| Księga Jozuego                             | Joz    | ks. Alfred Tschirschnitz (Kościół Ewangelicko-Augsburski) |
| Księga Sędziów                             | Sdz    | ks. Alfred Tschirschnitz (Kościół Ewangelicko-Augsburski) |
| Księga Rut                                 | Rt     | ks. Zachariasz Łyko (Kościół Adwentystów Dnia Siódmego) |
| 1 Księga Samuela                           | 1 Sm   | ks. Jerzy Woźniak (Kościół rzymskokatolicki) |
| 2 Księga Samuela                           | 2 Sm   | ks. Jerzy Woźniak (Kościół rzymskokatolicki) |
| 1 Księga Królewska                         | 1 Krl  | ks. Alfred Tschirschnitz (Kościół Ewangelicko-Augsburski) |
| 2 Księga Królewska                         | 1 Krl  | ks. Alfred Tschirschnitz (Kościół Ewangelicko-Augsburski) |
| 1 Księga Kronik                            | 1 Krn  | ks. Andrzej Jasiński (Kościół rzymskokatolicki) |
| 2 Księga Kronik                            | 2 Krn  | ks. Andrzej Jasiński (Kościół rzymskokatolicki) |
| Księga Ezdrasza                            | Ezd    | ks. Antoni Tronina (Kościół rzymskokatolicki) |
| Księga Nehemiasza                          | Ne     | ks. Antoni Tronina (Kościół rzymskokatolicki) |
| Księga Estery                              | Est    | ks. Alfred Tschirschnitz (Kościół Ewangelicko-Augsburski) |
| Stary Testament (Księgi dydaktyczne)       |        | |
| Księga Hioba                               | Hi     | Marek Ambroży (Kościół Polskokatolicki) |
| Księga Psalmów                             | Ps     | ks. Alfred Tschirschnitz (Kościół Ewangelicko-Augsburski) |
| Księga Przysłów                            | Prz    | Andrzej Kondracki (Kościół rzymskokatolicki) |
| Księga Koheleta                            | Koh    | ks. Krzysztof Bardski (Kościół rzymskokatolicki) |
| Pieśń nad Pieśniami                        | Pnp    | ks. Krzysztof Bardski (Kościół rzymskokatolicki) |
| Stary Testament (Księgi deuterokanoniczne) |        | |
| Księga Estery (wersja grecka)              | Est(d) | ks. Zachariasz Łyko (Kościół Adwentystów Dnia Siódmego) |
| Księga Judyty                              | Jdt    | ks. Antoni Tronina (Kościół rzymskokatolicki) |
| Księga Tobita                              | Tb     | ks. Antoni Tronina (Kościół rzymskokatolicki) |
| 1 Księga Machabejska                       | 1 Mch  | abp Stanisław Gądecki (Kościół rzymskokatolicki) |
| 2 Księga Machabejska                       | 2 Mch  | abp Stanisław Gądecki (Kościół rzymskokatolicki) |
| 3 Księga Machabejska                       | 3 Mch  | Jerzy Betlejko (Kościół prawosławny) |
| Księga Mądrości                            | Mdr    | ks. Krzysztof Bardski (Kościół rzymskokatolicki) |
| Mądrość Syracha                            | Syr    | Jerzy Betlejko (Kościół prawosławny) |
| Księga Barucha                             | Ba     | ks. Warsonofiusz Doroszkiewicz (Kościół prawosławny) |
| List Jeremiasza                            | LJr    | ks. Warsonofiusz Doroszkiewicz (Kościół prawosławny) |
| Księga Daniela (wersja grecka)             | Dn(d)  | ks. Zachariasz Łyko (Kościół Adwentystów Dnia Siódmego) |
| Nowy Testament                             |        | |
| Ewangelia według św. Mateusza              | Mt     | Komisja w składzie: ks. Witold Benedyktowicz (Kościół Ewangelicko-Metodystyczny) ks. Warsonofiusz Doroszkiewicz (Kościół Prawosławny) ks. Stanisław Jankowski SDB (Kościół rzymskokatolicki) Leszek Jańczuk (Kościół Zielonoświątkowy) ks. Zbigniew Kamiński (Kościół Ewangelicko-Metodystyczny) Rafał Leszczyński (Kościół Ewangelicko-Reformowany) ks. Roman Lipiński (Kościół Ewangelicko-Reformowany) ks. Jan Pollok (Kościół Adwentystów Dnia Siódmego) ks. Waldemar Preiss (Kościół Ewangelicko-Augsburski) |
| Ewangelia według św. Marka                 | Mk     | Komisja w składzie: ks. Witold Benedyktowicz (Kościół Ewangelicko-Metodystyczny) ks. Warsonofiusz Doroszkiewicz (Kościół Prawosławny) ks. Stanisław Jankowski SDB (Kościół rzymskokatolicki) Leszek Jańczuk (Kościół Zielonoświątkowy) ks. Zbigniew Kamiński (Kościół Ewangelicko-Metodystyczny) Rafał Leszczyński (Kościół Ewangelicko-Reformowany) ks. Roman Lipiński (Kościół Ewangelicko-Reformowany) ks. Jan Pollok (Kościół Adwentystów Dnia Siódmego) ks. Waldemar Preiss (Kościół Ewangelicko-Augsburski) |
| Ewangelia według św. Łukasza               | Łk     | Komisja w składzie: ks. Witold Benedyktowicz (Kościół Ewangelicko-Metodystyczny) ks. Warsonofiusz Doroszkiewicz (Kościół Prawosławny) ks. Stanisław Jankowski SDB (Kościół rzymskokatolicki) Leszek Jańczuk (Kościół Zielonoświątkowy) ks. Zbigniew Kamiński (Kościół Ewangelicko-Metodystyczny) Rafał Leszczyński (Kościół Ewangelicko-Reformowany) ks. Roman Lipiński (Kościół Ewangelicko-Reformowany) ks. Jan Pollok (Kościół Adwentystów Dnia Siódmego) ks. Waldemar Preiss (Kościół Ewangelicko-Augsburski) |
| Ewangelia według św. Jana                  | J      | ks. Manfred Uglorz (Kościół Ewangelicko-Augsburski) |
| Dzieje Apostolskie                         | Dz     | ks. Mirosław Kiedzik (Kościół rzymskokatolicki) |
| List do Rzymian                            | Rz     | ks. Mirosław Kiedzik (Kościół rzymskokatolicki) |
| 1 List do Koryntian                        | 1 Kor  | ks. Henryk Witczyk (Kościół rzymskokatolicki) |
| 2 List do Koryntian                        | 2 Kor  | ks. Andrzej Gieniusz CR (Kościół rzymskokatolicki) |
| List do Galatów                            | Ga     | ks. Stanisław Haręzga (Kościół rzymskokatolicki) |
| List do Efezjan                            | Ef     | ks. Krzysztof Bardski (Kościół rzymskokatolicki) |
| List do Filipian                           | Flp    | bp Mieczysław Cieślar (Kościół Ewangelicko-Augsburski) |
| List do Kolosan                            | Kol    | ks. Roman Lipiński (Kościół Ewangelicko-Reformowany) |
| 1 List do Tesaloniczan                     | 1 Tes  | ks. Jerzy Banak (Kościół rzymskokatolicki) |
| 2 List do Tesaloniczan                     | 2 Tes  | ks. Jerzy Banak (Kościół rzymskokatolicki) |
| 1 List do Tymoteusza                       | 1 Tm   | ks. Stanisław Jankowski SDB (Kościół rzymskokatolicki) |
| 2 List do Tymoteusza                       | 2 Tm   | ks. Stanisław Jankowski SDB (Kościół rzymskokatolicki) |
| List do Tytusa                             | Tt     | ks. Stanisław Jankowski SDB (Kościół rzymskokatolicki) |
| List do Filemona                           | Flm    | ks. Roman Lipiński (Kościół Ewangelicko-Reformowany) |
| List do Hebrajczyków                       | Hbr    | ks. Antoni Tronina (Kościół rzymskokatolicki) |
| List św. Jakuba                            | Jk     | ks. Grzegorz Rafiński (Kościół rzymskokatolicki) |
| 1 List św. Piotra                          | 1 P    | ks. Zbigniew Kamiński (Kościół Ewangelicko-Metodystyczny) |
| 2 List św. Piotra                          | 2 P    | ks. Zbigniew Kamiński (Kościół Ewangelicko-Metodystyczny) |
| 1 List św. Jana                            | 1 J    | ks. Jerzy Banak (Kościół rzymskokatolicki) Leszek Jańczuk (Kościół Zielonoświątkowy) |
| 2 List św. Jana                            | 2 J    | ks. Jerzy Banak (Kościół rzymskokatolicki) Leszek Jańczuk (Kościół Zielonoświątkowy) |
| 3 List św. Jana                            | 3 J    | ks. Jerzy Banak (Kościół rzymskokatolicki) Leszek Jańczuk (Kościół Zielonoświątkowy) |
| List św. Judy                              | Jud    | ks. Jerzy Banak (Kościół rzymskokatolicki) |
| Apokalipsa św. Jana                        | Ap     | Leszek Jańczuk (Kościół Zielonoświątkowy) |